# Metamórfosi (ort i Grekland, Mellersta Makedonien, Chalkidike)
Metamórfosi (Metamorfosi) är en ort i Grekland.   Den ligger i prefekturen Chalkidike och regionen Mellersta Makedonien, i den nordöstra delen av landet, 250 km norr om huvudstaden Aten. Metamórfosi ligger 24 meter över havet och antalet invånare är 531.
Terrängen runt Metamórfosi är platt västerut, men åt nordost är den kuperad. Havet är nära Metamórfosi åt sydväst. Närmaste större samhälle är Nikiti, 5,4 km öster om Metamórfosi. 